# Volta a San Juan de 2019
A 37.ª edição da competição ciclista Volta a San Juan (chamada oficialmente: Vuelta Ciclista a la Provincia de San Juan) foi uma carreira de ciclismo de estrada por etapas que se celebrou entre 27 de janeiro e 3 de fevereiro de 2019 na Província de San Juan, Argentina, sobre um percurso de 981,4 quilómetros.
A carreira fez parte do UCI America Tour de 2019 dentro da categoria UCI 2.1. O vencedor final foi o colombiano Winner Anacona da Movistar seguido do francês Julian Alaphilippe da Deceuninck-Quick Step e o espanhol Óscar Sevilla da Medellín.

## Equipas participantes
Tomam parte na carreira 24 equipas: 6 de categoria UCI WorldTour de 2019 convidados pela organização; 5 de categoria Profissional Continental; 8 de categoria Continental e 8 selecções nacionais. Formando assim um pelotão de 167 ciclistas dos que acabaram 152. As equipas participantes são:
| Equipes WorldTeam (6)- Bora-hansgrohe - Dimension Data - UAE Team Emirates - Deceuninck-Quick Step - Movistar Team - Lotto Soudal Equipes profissionais Continentais (5)- Caja Rural-Seguros RGA - Israel Cycling Academy - Androni Giocattoli-Sidermec - Neri Sottoli-Selle Italia-KTM - Nippo Vini Fantini Faizanè Equipes Continentais (7)- Municipalidad de Pocito - Asociación Civil Mardan - Asociación Civil Agrupación Virgen de Fátima - Municipalidad de Rawson - Medellín - Biesse Carrera Gavardo - Sporting-Tavira Equipes nacionais (8)- Argentina - México - Chile - Cuba - Brasil - Uruguai - Bolívia - Peru |
| |

## Percorrido
A Volta a San Juan dispôs de sete etapas (incluindo uma dia de descanso) para um percurso total de 981,4 quilómetros.
| Etapa | Data          | Percurso                                            | type                      | Distância (km) | Vencedor           | Líder geral        |
| ----- | ------------- | --------------------------------------------------- | ------------------------- | -------------- | ------------------ | ------------------ |
| 1     | 27 jan.       | San Juan – Pocito (departamento)                    | etapa plana               | 159,1          | Fernando Gaviria   | Fernando Gaviria   |
| 2     | 28 jan.       | Chimbas – Lake Punta Negra                          | etapa escarpada           | 160,2          | Julian Alaphilippe | Fernando Gaviria   |
| 3     | 29 jan.       | Villa Aberastain – Villa Aberastain                 | contrarrelógio individual | 12             | Julian Alaphilippe | Julian Alaphilippe |
| 4     | 30 jan.       | San José de Jáchal – Villa San Agustín              | etapa escarpada           | 185,8          | Fernando Gaviria   | Julian Alaphilippe |
|       | 31 de janeiro | Dia de descanso                                     | Dia de descanso           |                |                    |                    |
| 5     | 1 fev.        | Villa San Martín – Alto Colorado                    | alta montanha             | 169,5          | Winner Anacona     | Winner Anacona     |
| 6     | 2 fev.        | Villa General San Martín – Villa General San Martín | etapa plana               | 153,5          | Germán Tivani      | Winner Anacona     |
| 7     | 3 fev.        | San Juan – San Juan                                 | etapa plana               | 141,3          | Sam Bennett        | Winner Anacona     |

## Desenvolvimento da carreira

### 1.ª etapa
| San Juan - Pocito (departamento) | etapa plana | (159,1 km) |

| \| Classificação por etapas \| Classificação por etapas \| Classificação por etapas \| Classificação por etapas \| Classificação por etapas \| \| Ciclista \| Ciclista \| Equipe \| Tempo \| \| \| ------------------------ \| ------------------------ \| -------------------------------------------- \| ------------------------ \| ------------------------ \| \| 1. \| Fernando Gaviria \| UAE Team Emirates \| 3h50m12s \| \| \| 2. \| Matteo Malucelli \| Caja Rural-Seguros RGA \| + 0s \| \| \| 3. \| Sam Bennett \| Bora-Hansgrohe \| + 0s \| \| \| 4. \| Luca Pacioni \| Neri Sottoli-Selle Italia-KTM \| + 0s \| \| \| 5. \| Álvaro Hodeg \| Deceuninck-Quick Step \| + 0s \| \| \| 6. \| Rudy Barbier \| Israel Cycling Academy \| + 0s \| \| \| 7. \| Ricardo Escuela \| Asociación Civil Agrupación Virgen de Fátima \| + 0s \| \| \| 8. \| Mark Cavendish \| Dimension Data \| + 0s \| \| \| 9. \| Peter Sagan \| Bora-Hansgrohe \| + 0s \| \| \| 10. \| Manuel Belletti \| Androni Giocattoli-Sidermec \| + 0s \| \| |                  |                                              |          |
| |                  |                                              |          |
| Fonte: ProCyclingStats |                  |                                              |          |
| Classificação por etapas |                  |                                              |          |
| Ciclista | Ciclista         | Equipe                                       | Tempo    |
| 1. | Fernando Gaviria | UAE Team Emirates                            | 3h50m12s |
| 2. | Matteo Malucelli | Caja Rural-Seguros RGA                       | + 0s     |
| 3. | Sam Bennett      | Bora-Hansgrohe                               | + 0s     |
| 4. | Luca Pacioni     | Neri Sottoli-Selle Italia-KTM                | + 0s     |
| 5. | Álvaro Hodeg     | Deceuninck-Quick Step                        | + 0s     |
| 6. | Rudy Barbier     | Israel Cycling Academy                       | + 0s     |
| 7. | Ricardo Escuela  | Asociación Civil Agrupación Virgen de Fátima | + 0s     |
| 8. | Mark Cavendish   | Dimension Data                               | + 0s     |
| 9. | Peter Sagan      | Bora-Hansgrohe                               | + 0s     |
| 10. | Manuel Belletti  | Androni Giocattoli-Sidermec                  | + 0s     |

| \| Classificação geral \| Classificação geral \| Classificação geral \| Classificação geral \| Classificação geral \| \| Ciclista \| Ciclista \| Equipe \| Tempo \| \| \| ------------------- \| --------------------- \| ----------------------------- \| ------------------- \| ------------------- \| \| 1. \| Fernando Gaviria \| UAE Team Emirates \| 3h50m02s \| \| \| 2. \| Matteo Malucelli \| Caja Rural-Seguros RGA \| + 4s \| \| \| 3. \| Sam Bennett \| Bora-Hansgrohe \| + 6s \| \| \| 4. \| Maximiliano Navarrete \| Argentina \| + 7s \| \| \| 5. \| Gerardo Tivani \| Municipalidad de Pocito \| + 7s \| \| \| 6. \| Tiago Machado \| Sporting-Tavira \| + 8s \| \| \| 7. \| Víctor Arroyo \| Argentina \| + 8s \| \| \| 8. \| Emiliano Contreras \| Asociación Civil Mardan \| + 9s \| \| \| 9. \| Alejandro Osorio \| Nippo-Vini Fantini-Faizanè \| + 9s \| \| \| 10. \| Luca Pacioni \| Neri Sottoli-Selle Italia-KTM \| + 10s \| \| |                       |                               |          |
| |                       |                               |          |
| Fonte: ProCyclingStats |                       |                               |          |
| Classificação geral |                       |                               |          |
| Ciclista | Ciclista              | Equipe                        | Tempo    |
| 1. | Fernando Gaviria      | UAE Team Emirates             | 3h50m02s |
| 2. | Matteo Malucelli      | Caja Rural-Seguros RGA        | + 4s     |
| 3. | Sam Bennett           | Bora-Hansgrohe                | + 6s     |
| 4. | Maximiliano Navarrete | Argentina                     | + 7s     |
| 5. | Gerardo Tivani        | Municipalidad de Pocito       | + 7s     |
| 6. | Tiago Machado         | Sporting-Tavira               | + 8s     |
| 7. | Víctor Arroyo         | Argentina                     | + 8s     |
| 8. | Emiliano Contreras    | Asociación Civil Mardan       | + 9s     |
| 9. | Alejandro Osorio      | Nippo-Vini Fantini-Faizanè    | + 9s     |
| 10. | Luca Pacioni          | Neri Sottoli-Selle Italia-KTM | + 10s    |

### 2.ª etapa
| Chimbas - Lake Punta Negra | etapa escarpada | (160,2 km) |

| \| Classificação por etapas \| Classificação por etapas \| Classificação por etapas \| Classificação por etapas \| Classificação por etapas \| \| Ciclista \| Ciclista \| Equipe \| Tempo \| \| \| ------------------------ \| ------------------------ \| -------------------------------------------- \| ------------------------ \| ------------------------ \| \| 1. \| Julian Alaphilippe \| Deceuninck-Quick Step \| 3h11m33s \| \| \| 2. \| Simone Consonni \| UAE Team Emirates \| + 0s \| \| \| 3. \| Peter Sagan \| Bora-Hansgrohe \| + 0s \| \| \| 4. \| Jens Keukeleire \| Lotto-Soudal \| + 0s \| \| \| 5. \| Daniel Zamora \| Asociación Civil Agrupación Virgen de Fátima \| + 0s \| \| \| 6. \| Carlos Barbero \| Movistar Team \| + 0s \| \| \| 7. \| Richard Carapaz \| Movistar Team \| + 0s \| \| \| 8. \| Germán Tivani \| Asociación Civil Agrupación Virgen de Fátima \| + 0s \| \| \| 9. \| Francesco Gavazzi \| Androni Giocattoli-Sidermec \| + 0s \| \| \| 10. \| Hideto Nakane \| Nippo-Vini Fantini-Faizanè \| + 0s \| \| |                    |                                              |          |
| |                    |                                              |          |
| Fonte: ProCyclingStats |                    |                                              |          |
| Classificação por etapas |                    |                                              |          |
| Ciclista | Ciclista           | Equipe                                       | Tempo    |
| 1. | Julian Alaphilippe | Deceuninck-Quick Step                        | 3h11m33s |
| 2. | Simone Consonni    | UAE Team Emirates                            | + 0s     |
| 3. | Peter Sagan        | Bora-Hansgrohe                               | + 0s     |
| 4. | Jens Keukeleire    | Lotto-Soudal                                 | + 0s     |
| 5. | Daniel Zamora      | Asociación Civil Agrupación Virgen de Fátima | + 0s     |
| 6. | Carlos Barbero     | Movistar Team                                | + 0s     |
| 7. | Richard Carapaz    | Movistar Team                                | + 0s     |
| 8. | Germán Tivani      | Asociación Civil Agrupación Virgen de Fátima | + 0s     |
| 9. | Francesco Gavazzi  | Androni Giocattoli-Sidermec                  | + 0s     |
| 10. | Hideto Nakane      | Nippo-Vini Fantini-Faizanè                   | + 0s     |

| \| Classificação geral \| Classificação geral \| Classificação geral \| Classificação geral \| Classificação geral \| \| Ciclista \| Ciclista \| Equipe \| Tempo \| \| \| ------------------- \| ------------------- \| -------------------------------------------- \| ------------------- \| ------------------- \| \| 1. \| Fernando Gaviria \| UAE Team Emirates \| 7h01m32s \| \| \| 2. \| Julian Alaphilippe \| Deceuninck-Quick Step \| + 3s \| \| \| 3. \| Simone Consonni \| UAE Team Emirates \| + 7s \| \| \| 4. \| Peter Sagan \| Bora-Hansgrohe \| + 9s \| \| \| 5. \| Alonso Gamero \| Peru \| + 12s \| \| \| 6. \| Ricardo Escuela \| Asociación Civil Agrupación Virgen de Fátima \| + 13s \| \| \| 7. \| Germán Tivani \| Asociación Civil Agrupación Virgen de Fátima \| + 13s \| \| \| 8. \| Alexander Grigoriev \| Sporting-Tavira \| + 13s \| \| \| 9. \| Valerio Conti \| UAE Team Emirates \| + 13s \| \| \| 10. \| Laureano Rosas \| \| + 13s \| \| |                     |                                              |          |
| |                     |                                              |          |
| Fonte: ProCyclingStats |                     |                                              |          |
| Classificação geral |                     |                                              |          |
| Ciclista | Ciclista            | Equipe                                       | Tempo    |
| 1. | Fernando Gaviria    | UAE Team Emirates                            | 7h01m32s |
| 2. | Julian Alaphilippe  | Deceuninck-Quick Step                        | + 3s     |
| 3. | Simone Consonni     | UAE Team Emirates                            | + 7s     |
| 4. | Peter Sagan         | Bora-Hansgrohe                               | + 9s     |
| 5. | Alonso Gamero       | Peru                                         | + 12s    |
| 6. | Ricardo Escuela     | Asociación Civil Agrupación Virgen de Fátima | + 13s    |
| 7. | Germán Tivani       | Asociación Civil Agrupación Virgen de Fátima | + 13s    |
| 8. | Alexander Grigoriev | Sporting-Tavira                              | + 13s    |
| 9. | Valerio Conti       | UAE Team Emirates                            | + 13s    |
| 10. | Laureano Rosas      |                                              | + 13s    |

### 3.ª etapa
| Villa Aberastain - Villa Aberastain | contrarrelógio individual | (12 km) |

| \| Classificação por etapas \| Classificação por etapas \| Classificação por etapas \| Classificação por etapas \| Classificação por etapas \| \| Ciclista \| Ciclista \| Equipe \| Tempo \| \| \| ------------------------ \| ------------------------ \| ------------------------ \| ------------------------ \| ------------------------ \| \| 1. \| Julian Alaphilippe \| Deceuninck-Quick Step \| 13m41s \| \| \| 2. \| Valerio Conti \| UAE Team Emirates \| + 12s \| \| \| 3. \| Remco Evenepoel \| Deceuninck-Quick Step \| + 12s \| \| \| 4. \| Felix Großschartner \| Bora-Hansgrohe \| + 16s \| \| \| 5. \| Winner Anacona \| Movistar Team \| + 16s \| \| \| 6. \| Fernando Gaviria \| UAE Team Emirates \| + 21s \| \| \| 7. \| Peter Sagan \| Bora-Hansgrohe \| + 26s \| \| \| 8. \| Tom Bohli \| UAE Team Emirates \| + 28s \| \| \| 9. \| Laureano Rosas \| \| + 30s \| \| \| 10. \| Óscar Sevilla \| Medellín \| + 31s \| \| |                     |                       |        |
| |                     |                       |        |
| Fonte: ProCyclingStats |                     |                       |        |
| Classificação por etapas |                     |                       |        |
| Ciclista | Ciclista            | Equipe                | Tempo  |
| 1. | Julian Alaphilippe  | Deceuninck-Quick Step | 13m41s |
| 2. | Valerio Conti       | UAE Team Emirates     | + 12s  |
| 3. | Remco Evenepoel     | Deceuninck-Quick Step | + 12s  |
| 4. | Felix Großschartner | Bora-Hansgrohe        | + 16s  |
| 5. | Winner Anacona      | Movistar Team         | + 16s  |
| 6. | Fernando Gaviria    | UAE Team Emirates     | + 21s  |
| 7. | Peter Sagan         | Bora-Hansgrohe        | + 26s  |
| 8. | Tom Bohli           | UAE Team Emirates     | + 28s  |
| 9. | Laureano Rosas      |                       | + 30s  |
| 10. | Óscar Sevilla       | Medellín              | + 31s  |

| \| Classificação geral \| Classificação geral \| Classificação geral \| Classificação geral \| Classificação geral \| \| Ciclista \| Ciclista \| Equipe \| Tempo \| \| \| ------------------- \| ------------------- \| --------------------- \| ------------------- \| ------------------- \| \| 1. \| Julian Alaphilippe \| Deceuninck-Quick Step \| 7h15m16s \| \| \| 2. \| Fernando Gaviria \| UAE Team Emirates \| + 18s \| \| \| 3. \| Valerio Conti \| UAE Team Emirates \| + 22s \| \| \| 4. \| Remco Evenepoel \| Deceuninck-Quick Step \| + 22s \| \| \| 5. \| Felix Großschartner \| Bora-Hansgrohe \| + 26s \| \| \| 6. \| Winner Anacona \| Movistar Team \| + 26s \| \| \| 7. \| Peter Sagan \| Bora-Hansgrohe \| + 32s \| \| \| 8. \| Laureano Rosas \| \| + 40s \| \| \| 9. \| Óscar Sevilla \| Medellín \| + 41s \| \| \| 10. \| Simone Consonni \| UAE Team Emirates \| + 44s \| \| |                     |                       |          |
| |                     |                       |          |
| Fonte: ProCyclingStats |                     |                       |          |
| Classificação geral |                     |                       |          |
| Ciclista | Ciclista            | Equipe                | Tempo    |
| 1. | Julian Alaphilippe  | Deceuninck-Quick Step | 7h15m16s |
| 2. | Fernando Gaviria    | UAE Team Emirates     | + 18s    |
| 3. | Valerio Conti       | UAE Team Emirates     | + 22s    |
| 4. | Remco Evenepoel     | Deceuninck-Quick Step | + 22s    |
| 5. | Felix Großschartner | Bora-Hansgrohe        | + 26s    |
| 6. | Winner Anacona      | Movistar Team         | + 26s    |
| 7. | Peter Sagan         | Bora-Hansgrohe        | + 32s    |
| 8. | Laureano Rosas      |                       | + 40s    |
| 9. | Óscar Sevilla       | Medellín              | + 41s    |
| 10. | Simone Consonni     | UAE Team Emirates     | + 44s    |

### 4.ª etapa
| San José de Jáchal - Villa San Agustín | etapa escarpada | (185,8 km) |

| \| Classificação por etapas \| Classificação por etapas \| Classificação por etapas \| Classificação por etapas \| Classificação por etapas \| \| Ciclista \| Ciclista \| Equipe \| Tempo \| \| \| ------------------------ \| ------------------------ \| -------------------------------------------- \| ------------------------ \| ------------------------ \| \| 1. \| Fernando Gaviria \| UAE Team Emirates \| 4h20m26s \| \| \| 2. \| Peter Sagan \| Bora-Hansgrohe \| + 0s \| \| \| 3. \| Álvaro Hodeg \| Deceuninck-Quick Step \| + 0s \| \| \| 4. \| Simone Consonni \| UAE Team Emirates \| + 0s \| \| \| 5. \| Luca Pacioni \| Neri Sottoli-Selle Italia-KTM \| + 0s \| \| \| 6. \| Matteo Malucelli \| Caja Rural-Seguros RGA \| + 0s \| \| \| 7. \| Nelson Soto \| Caja Rural-Seguros RGA \| + 0s \| \| \| 8. \| Imerio Cima \| Nippo-Vini Fantini-Faizanè \| + 0s \| \| \| 9. \| Nikolas Maes \| Lotto-Soudal \| + 0s \| \| \| 10. \| Ricardo Escuela \| Asociación Civil Agrupación Virgen de Fátima \| + 0s \| \| |                  |                                              |          |
| |                  |                                              |          |
| Fonte: ProCyclingStats |                  |                                              |          |
| Classificação por etapas |                  |                                              |          |
| Ciclista | Ciclista         | Equipe                                       | Tempo    |
| 1. | Fernando Gaviria | UAE Team Emirates                            | 4h20m26s |
| 2. | Peter Sagan      | Bora-Hansgrohe                               | + 0s     |
| 3. | Álvaro Hodeg     | Deceuninck-Quick Step                        | + 0s     |
| 4. | Simone Consonni  | UAE Team Emirates                            | + 0s     |
| 5. | Luca Pacioni     | Neri Sottoli-Selle Italia-KTM                | + 0s     |
| 6. | Matteo Malucelli | Caja Rural-Seguros RGA                       | + 0s     |
| 7. | Nelson Soto      | Caja Rural-Seguros RGA                       | + 0s     |
| 8. | Imerio Cima      | Nippo-Vini Fantini-Faizanè                   | + 0s     |
| 9. | Nikolas Maes     | Lotto-Soudal                                 | + 0s     |
| 10. | Ricardo Escuela  | Asociación Civil Agrupación Virgen de Fátima | + 0s     |

| \| Classificação geral \| Classificação geral \| Classificação geral \| Classificação geral \| Classificação geral \| \| Ciclista \| Ciclista \| Equipe \| Tempo \| \| \| ------------------- \| ------------------- \| --------------------- \| ------------------- \| ------------------- \| \| 1. \| Julian Alaphilippe \| Deceuninck-Quick Step \| \| \| \| 2. \| Fernando Gaviria \| UAE Team Emirates \| + 8s \| \| \| 3. \| Valerio Conti \| UAE Team Emirates \| + 22s \| \| \| 4. \| Remco Evenepoel \| Deceuninck-Quick Step \| + 22s \| \| \| 5. \| Peter Sagan \| Bora-Hansgrohe \| + 26s \| \| \| 6. \| Felix Großschartner \| Bora-Hansgrohe \| + 26s \| \| \| 7. \| Winner Anacona \| Movistar Team \| + 26s \| \| \| 8. \| Laureano Rosas \| \| + 40s \| \| \| 9. \| Óscar Sevilla \| Medellín \| + 41s \| \| \| 10. \| Simone Consonni \| UAE Team Emirates \| + 44s \| \| |                     |                       |       |
| |                     |                       |       |
| Fonte: ProCyclingStats |                     |                       |       |
| Classificação geral |                     |                       |       |
| Ciclista | Ciclista            | Equipe                | Tempo |
| 1. | Julian Alaphilippe  | Deceuninck-Quick Step |       |
| 2. | Fernando Gaviria    | UAE Team Emirates     | + 8s  |
| 3. | Valerio Conti       | UAE Team Emirates     | + 22s |
| 4. | Remco Evenepoel     | Deceuninck-Quick Step | + 22s |
| 5. | Peter Sagan         | Bora-Hansgrohe        | + 26s |
| 6. | Felix Großschartner | Bora-Hansgrohe        | + 26s |
| 7. | Winner Anacona      | Movistar Team         | + 26s |
| 8. | Laureano Rosas      |                       | + 40s |
| 9. | Óscar Sevilla       | Medellín              | + 41s |
| 10. | Simone Consonni     | UAE Team Emirates     | + 44s |

### 5.ª etapa
| Villa San Martín - Alto Colorado | alta montanha | (169,5 km) |

| \| Classificação por etapas \| Classificação por etapas \| Classificação por etapas \| Classificação por etapas \| Classificação por etapas \| \| Ciclista \| Ciclista \| Equipe \| Tempo \| \| \| ------------------------ \| ------------------------ \| ----------------------------- \| ------------------------ \| ------------------------ \| \| 1. \| Winner Anacona \| Movistar Team \| 4h25m10s \| \| \| 2. \| Nicolás Paredes \| Medellín \| + 0s \| \| \| 3. \| Cristhian Montoya \| Medellín \| + 0s \| \| \| 4. \| Richard Carapaz \| Movistar Team \| + 32s \| \| \| 5. \| Óscar Sevilla \| Medellín \| + 32s \| \| \| 6. \| Efrén Santos \| México \| + 45s \| \| \| 7. \| Alejandro Osorio \| Nippo-Vini Fantini-Faizanè \| + 55s \| \| \| 8. \| Dayer Quintana \| Neri Sottoli-Selle Italia-KTM \| + 55s \| \| \| 9. \| Tiesj Benoot \| Lotto-Soudal \| + 55s \| \| \| 10. \| Gino Mäder \| Dimension Data \| + 57s \| \| |                   |                               |          |
| |                   |                               |          |
| Fonte: ProCyclingStats |                   |                               |          |
| Classificação por etapas |                   |                               |          |
| Ciclista | Ciclista          | Equipe                        | Tempo    |
| 1. | Winner Anacona    | Movistar Team                 | 4h25m10s |
| 2. | Nicolás Paredes   | Medellín                      | + 0s     |
| 3. | Cristhian Montoya | Medellín                      | + 0s     |
| 4. | Richard Carapaz   | Movistar Team                 | + 32s    |
| 5. | Óscar Sevilla     | Medellín                      | + 32s    |
| 6. | Efrén Santos      | México                        | + 45s    |
| 7. | Alejandro Osorio  | Nippo-Vini Fantini-Faizanè    | + 55s    |
| 8. | Dayer Quintana    | Neri Sottoli-Selle Italia-KTM | + 55s    |
| 9. | Tiesj Benoot      | Lotto-Soudal                  | + 55s    |
| 10. | Gino Mäder        | Dimension Data                | + 57s    |

| \| Classificação geral \| Classificação geral \| Classificação geral \| Classificação geral \| Classificação geral \| \| Ciclista \| Ciclista \| Equipe \| Tempo \| \| \| ------------------- \| ------------------- \| --------------------- \| ------------------- \| ------------------- \| \| 1. \| Winner Anacona \| Movistar Team \| 16h01m08s \| \| \| 2. \| Julian Alaphilippe \| Deceuninck-Quick Step \| + 41s \| \| \| 3. \| Óscar Sevilla \| Medellín \| + 57s \| \| \| 4. \| Valerio Conti \| UAE Team Emirates \| + 1m03s \| \| \| 5. \| Felix Großschartner \| Bora-Hansgrohe \| + 1m13s \| \| \| 6. \| Richard Carapaz \| Movistar Team \| + 1m20s \| \| \| 7. \| Nicolás Paredes \| Medellín \| + 1m24s \| \| \| 8. \| Nairo Quintana \| Movistar Team \| + 1m29s \| \| \| 9. \| Remco Evenepoel \| Deceuninck-Quick Step \| + 1m36s \| \| \| 10. \| Tiesj Benoot \| Lotto-Soudal \| + 1m38s \| \| |                     |                       |           |
| |                     |                       |           |
| Fonte: ProCyclingStats |                     |                       |           |
| Classificação geral |                     |                       |           |
| Ciclista | Ciclista            | Equipe                | Tempo     |
| 1. | Winner Anacona      | Movistar Team         | 16h01m08s |
| 2. | Julian Alaphilippe  | Deceuninck-Quick Step | + 41s     |
| 3. | Óscar Sevilla       | Medellín              | + 57s     |
| 4. | Valerio Conti       | UAE Team Emirates     | + 1m03s   |
| 5. | Felix Großschartner | Bora-Hansgrohe        | + 1m13s   |
| 6. | Richard Carapaz     | Movistar Team         | + 1m20s   |
| 7. | Nicolás Paredes     | Medellín              | + 1m24s   |
| 8. | Nairo Quintana      | Movistar Team         | + 1m29s   |
| 9. | Remco Evenepoel     | Deceuninck-Quick Step | + 1m36s   |
| 10. | Tiesj Benoot        | Lotto-Soudal          | + 1m38s   |

### 6.ª etapa
| Villa General San Martín - Villa General San Martín | etapa plana | (153,5 km) |

| \| Classificação por etapas \| Classificação por etapas \| Classificação por etapas \| Classificação por etapas \| Classificação por etapas \| \| Ciclista \| Ciclista \| Equipe \| Tempo \| \| \| ------------------------ \| ------------------------ \| -------------------------------------------- \| ------------------------ \| ------------------------ \| \| 1. \| Germán Tivani \| Asociación Civil Agrupación Virgen de Fátima \| 3h13m29s \| \| \| 2. \| Daniel Díaz \| Municipalidad de Pocito \| + 0s \| \| \| 3. \| Daniel Zamora \| Asociación Civil Agrupación Virgen de Fátima \| + 0s \| \| \| 4. \| Sam Bennett \| Bora-Hansgrohe \| + 12s \| \| \| 5. \| Fernando Gaviria \| UAE Team Emirates \| + 12s \| \| \| 6. \| Maximiliano Richeze \| Deceuninck-Quick Step \| + 12s \| \| \| 7. \| Simone Consonni \| UAE Team Emirates \| + 12s \| \| \| 8. \| Stan Dewulf \| Lotto-Soudal \| + 12s \| \| \| 9. \| Julian Alaphilippe \| Deceuninck-Quick Step \| + 12s \| \| \| 10. \| Rudy Barbier \| Israel Cycling Academy \| + 16s \| \| |                     |                                              |          |
| |                     |                                              |          |
| Fonte: ProCyclingStats |                     |                                              |          |
| Classificação por etapas |                     |                                              |          |
| Ciclista | Ciclista            | Equipe                                       | Tempo    |
| 1. | Germán Tivani       | Asociación Civil Agrupación Virgen de Fátima | 3h13m29s |
| 2. | Daniel Díaz         | Municipalidad de Pocito                      | + 0s     |
| 3. | Daniel Zamora       | Asociación Civil Agrupación Virgen de Fátima | + 0s     |
| 4. | Sam Bennett         | Bora-Hansgrohe                               | + 12s    |
| 5. | Fernando Gaviria    | UAE Team Emirates                            | + 12s    |
| 6. | Maximiliano Richeze | Deceuninck-Quick Step                        | + 12s    |
| 7. | Simone Consonni     | UAE Team Emirates                            | + 12s    |
| 8. | Stan Dewulf         | Lotto-Soudal                                 | + 12s    |
| 9. | Julian Alaphilippe  | Deceuninck-Quick Step                        | + 12s    |
| 10. | Rudy Barbier        | Israel Cycling Academy                       | + 16s    |

| \| Classificação geral \| Classificação geral \| Classificação geral \| Classificação geral \| Classificação geral \| \| Ciclista \| Ciclista \| Equipe \| Tempo \| \| \| ------------------- \| ------------------- \| --------------------- \| ------------------- \| ------------------- \| \| 1. \| Winner Anacona \| Movistar Team \| 19h14m55s \| \| \| 2. \| Julian Alaphilippe \| Deceuninck-Quick Step \| + 35s \| \| \| 3. \| Óscar Sevilla \| Medellín \| + 57s \| \| \| 4. \| Valerio Conti \| UAE Team Emirates \| + 1m03s \| \| \| 5. \| Felix Großschartner \| Bora-Hansgrohe \| + 1m13s \| \| \| 6. \| Richard Carapaz \| Movistar Team \| + 1m20s \| \| \| 7. \| Nicolás Paredes \| Medellín \| + 1m24s \| \| \| 8. \| Nairo Quintana \| Movistar Team \| + 1m29s \| \| \| 9. \| Remco Evenepoel \| Deceuninck-Quick Step \| + 1m36s \| \| \| 10. \| Tiesj Benoot \| Lotto-Soudal \| + 1m38s \| \| |                     |                       |           |
| |                     |                       |           |
| Fonte: ProCyclingStats |                     |                       |           |
| Classificação geral |                     |                       |           |
| Ciclista | Ciclista            | Equipe                | Tempo     |
| 1. | Winner Anacona      | Movistar Team         | 19h14m55s |
| 2. | Julian Alaphilippe  | Deceuninck-Quick Step | + 35s     |
| 3. | Óscar Sevilla       | Medellín              | + 57s     |
| 4. | Valerio Conti       | UAE Team Emirates     | + 1m03s   |
| 5. | Felix Großschartner | Bora-Hansgrohe        | + 1m13s   |
| 6. | Richard Carapaz     | Movistar Team         | + 1m20s   |
| 7. | Nicolás Paredes     | Medellín              | + 1m24s   |
| 8. | Nairo Quintana      | Movistar Team         | + 1m29s   |
| 9. | Remco Evenepoel     | Deceuninck-Quick Step | + 1m36s   |
| 10. | Tiesj Benoot        | Lotto-Soudal          | + 1m38s   |

### 7.ª etapa
| San Juan - San Juan | etapa plana | (141,3 km) |

| \| Classificação por etapas \| Classificação por etapas \| Classificação por etapas \| Classificação por etapas \| Classificação por etapas \| \| Ciclista \| Ciclista \| Equipe \| Tempo \| \| \| ------------------------ \| ------------------------ \| -------------------------------------------- \| ------------------------ \| ------------------------ \| \| 1. \| Sam Bennett \| Bora-Hansgrohe \| 2h54m26s \| \| \| 2. \| Álvaro Hodeg \| Deceuninck-Quick Step \| + 0s \| \| \| 3. \| Erik Baška \| Bora-Hansgrohe \| + 0s \| \| \| 4. \| Manuel Belletti \| Androni Giocattoli-Sidermec \| + 0s \| \| \| 5. \| Peter Sagan \| Bora-Hansgrohe \| + 0s \| \| \| 6. \| Rudy Barbier \| Israel Cycling Academy \| + 0s \| \| \| 7. \| Imerio Cima \| Nippo-Vini Fantini-Faizanè \| + 0s \| \| \| 8. \| Matteo Malucelli \| Caja Rural-Seguros RGA \| + 0s \| \| \| 9. \| Ricardo Escuela \| Asociación Civil Agrupación Virgen de Fátima \| + 0s \| \| \| 10. \| Fernando Gaviria \| UAE Team Emirates \| + 0s \| \| |                  |                                              |          |
| |                  |                                              |          |
| Fonte: ProCyclingStats |                  |                                              |          |
| Classificação por etapas |                  |                                              |          |
| Ciclista | Ciclista         | Equipe                                       | Tempo    |
| 1. | Sam Bennett      | Bora-Hansgrohe                               | 2h54m26s |
| 2. | Álvaro Hodeg     | Deceuninck-Quick Step                        | + 0s     |
| 3. | Erik Baška       | Bora-Hansgrohe                               | + 0s     |
| 4. | Manuel Belletti  | Androni Giocattoli-Sidermec                  | + 0s     |
| 5. | Peter Sagan      | Bora-Hansgrohe                               | + 0s     |
| 6. | Rudy Barbier     | Israel Cycling Academy                       | + 0s     |
| 7. | Imerio Cima      | Nippo-Vini Fantini-Faizanè                   | + 0s     |
| 8. | Matteo Malucelli | Caja Rural-Seguros RGA                       | + 0s     |
| 9. | Ricardo Escuela  | Asociación Civil Agrupación Virgen de Fátima | + 0s     |
| 10. | Fernando Gaviria | UAE Team Emirates                            | + 0s     |

## Classificações finais
- As classificações finalizaram da seguinte forma:[4]

### Classificação geral
| \| Classificação geral \| Classificação geral \| Classificação geral \| Classificação geral \| Classificação geral \| \| Ciclista \| Ciclista \| Equipe \| Tempo \| \| \| ------------------- \| ------------------- \| -------------------------------------------- \| ------------------- \| ------------------- \| \| 1. \| Winner Anacona \| Movistar Team \| 22h09m21s \| \| \| 2. \| Julian Alaphilippe \| Deceuninck-Quick Step \| + 35s \| \| \| 3. \| Óscar Sevilla \| Medellín \| + 57s \| \| \| 4. \| Valerio Conti \| UAE Team Emirates \| + 1m03s \| \| \| 5. \| Felix Großschartner \| Bora-Hansgrohe \| + 1m13s \| \| \| 6. \| Richard Carapaz \| Movistar Team \| + 1m20s \| \| \| 7. \| Nicolás Paredes \| Medellín \| + 1m24s \| \| \| 8. \| Nairo Quintana \| Movistar Team \| + 1m29s \| \| \| 9. \| Remco Evenepoel \| Deceuninck-Quick Step \| + 1m36s \| \| \| 10. \| Tiesj Benoot \| Lotto-Soudal \| + 1m38s \| \| \| 11. \| Gino Mäder \| Dimension Data \| + 1m38s \| \| \| 12. \| Cristhian Montoya \| Medellín \| + 1m47s \| \| \| 13. \| Alexander Grigoriev \| Sporting-Tavira \| + 1m48s \| \| \| 14. \| Germán Tivani \| Asociación Civil Agrupación Virgen de Fátima \| + 2m07s \| \| \| 15. \| Mattia Cattaneo \| Androni Giocattoli-Sidermec \| + 2m15s \| \| |                     |                                              |           |
| |                     |                                              |           |
| Fonte: ProCyclingStats |                     |                                              |           |
| Classificação geral |                     |                                              |           |
| Ciclista | Ciclista            | Equipe                                       | Tempo     |
| 1. | Winner Anacona      | Movistar Team                                | 22h09m21s |
| 2. | Julian Alaphilippe  | Deceuninck-Quick Step                        | + 35s     |
| 3. | Óscar Sevilla       | Medellín                                     | + 57s     |
| 4. | Valerio Conti       | UAE Team Emirates                            | + 1m03s   |
| 5. | Felix Großschartner | Bora-Hansgrohe                               | + 1m13s   |
| 6. | Richard Carapaz     | Movistar Team                                | + 1m20s   |
| 7. | Nicolás Paredes     | Medellín                                     | + 1m24s   |
| 8. | Nairo Quintana      | Movistar Team                                | + 1m29s   |
| 9. | Remco Evenepoel     | Deceuninck-Quick Step                        | + 1m36s   |
| 10. | Tiesj Benoot        | Lotto-Soudal                                 | + 1m38s   |
| 11. | Gino Mäder          | Dimension Data                               | + 1m38s   |
| 12. | Cristhian Montoya   | Medellín                                     | + 1m47s   |
| 13. | Alexander Grigoriev | Sporting-Tavira                              | + 1m48s   |
| 14. | Germán Tivani       | Asociación Civil Agrupación Virgen de Fátima | + 2m07s   |
| 15. | Mattia Cattaneo     | Androni Giocattoli-Sidermec                  | + 2m15s   |

### Classificação da montanha
| Classificação da montanha | Classificação da montanha | Classificação da montanha                    | Classificação da montanha | Classificação da montanha |
| Ciclista                  | Ciclista                  | Equipe                                       | Pontos                    |                           |
| ------------------------- | ------------------------- | -------------------------------------------- | ------------------------- | ------------------------- |
| 1.                        | Daniel Zamora             | Asociación Civil Agrupación Virgen de Fátima | 30 pts                    |                           |
| 2.                        | Nicolás Paredes           | Medellín                                     | 26 pts                    |                           |
| 3.                        | Facundo Cattapan          | Municipalidad de Rawson                      | 16 pts                    |                           |
| 4.                        | Royner Navarro            | Peru                                         | 13 pts                    |                           |
| 5.                        | Winner Anacona            | Movistar Team                                | 10 pts                    |                           |
| 6.                        | Miguel Luis Álvarez       | México                                       | 9 pts                     |                           |
| 7.                        | Cristhian Montoya         | Medellín                                     | 8 pts                     |                           |
| 8.                        | Robert Méndez             | Uruguai                                      | 8 pts                     |                           |
| 9.                        | Iginio Lucero             | Municipalidad de Rawson                      | 7 pts                     |                           |
| 10.                       | Hamish Schreurs           | Israel Cycling Academy                       | 5 pts                     |                           |

### Classificação das metas volantes
| Classificação por velocidade | Classificação por velocidade | Classificação por velocidade                 | Classificação por velocidade | Classificação por velocidade |
| Ciclista                     | Ciclista                     | Equipe                                       | Pontos                       |                              |
| ---------------------------- | ---------------------------- | -------------------------------------------- | ---------------------------- | ---------------------------- |
| 1.                           | Maximiliano Navarrete        | Argentina                                    | 11 pts                       |                              |
| 2.                           | Daniel Zamora                | Asociación Civil Agrupación Virgen de Fátima | 10 pts                       |                              |
| 3.                           | Gerardo Tivani               | Municipalidad de Pocito                      | 5 pts                        |                              |
| 4.                           | Adrián Richeze               | Asociación Civil Agrupación Virgen de Fátima | 4 pts                        |                              |
| 5.                           | Germán Tivani                | Asociación Civil Agrupación Virgen de Fátima | 4 pts                        |                              |
| 6.                           | Fabio Duarte                 | Medellín                                     | 3 pts                        |                              |
| 7.                           | Royner Navarro               | Peru                                         | 3 pts                        |                              |
| 8.                           | Fernando Gaviria             | UAE Team Emirates                            | 3 pts                        |                              |
| 9.                           | Hamish Schreurs              | Israel Cycling Academy                       | 3 pts                        |                              |
| 10.                          | Facundo Cattapan             | Municipalidad de Rawson                      | 3 pts                        |                              |

### Classificação dos jovens
| Classificação dos jovens | Classificação dos jovens   | Classificação dos jovens            | Classificação dos jovens | Classificação dos jovens |
| Ciclista                 | Ciclista                   | Equipe                              | Tempo                    |                          |
| ------------------------ | -------------------------- | ----------------------------------- | ------------------------ | ------------------------ |
| 1.                       | Remco Evenepoel            | Deceuninck-Quick Step               | 22h10m57s                |                          |
| 2.                       | Gino Mäder                 | Dimension Data                      | + 2s                     |                          |
| 3.                       | Sebastián Castaño          | Beltrami TSA-Hopplà-Petroli Firenze | + 54s                    |                          |
| 4.                       | Alejandro Osorio           | Nippo-Vini Fantini-Faizanè          | + 3m52s                  |                          |
| 5.                       | Filippo Conca              | Biesse Carrera                      | + 5m47s                  |                          |
| 6.                       | Luis Villalobos            | México                              | + 8m47s                  |                          |
| 7.                       | Stan Dewulf                | Lotto-Soudal                        | + 10m05s                 |                          |
| 8.                       | Wilson Estiben Peña Molano | Beltrami TSA-Hopplà-Petroli Firenze | + 10m35s                 |                          |
| 9.                       | Ottavio Dotti              | Beltrami TSA-Hopplà-Petroli Firenze | + 12m03s                 |                          |
| 10.                      | Imerio Cima                | Nippo-Vini Fantini-Faizanè          | + 14m09s                 |                          |

### Classificação por equipas
| Classificação por equipes | Classificação por equipes                    | Classificação por equipes | Classificação por equipes |
| Equipe                    | Equipe                                       | Tempo                     |                           |
| ------------------------- | -------------------------------------------- | ------------------------- | ------------------------- |
| 1.                        | Movistar Team                                | 66h31m02s                 |                           |
| 2.                        | Medellín                                     | + 1m01s                   |                           |
| 3.                        | Asociación Civil Agrupación Virgen de Fátima | + 3m35s                   |                           |
| 4.                        | Androni Giocattoli-Sidermec                  | + 4m46s                   |                           |
| 5.                        | Nippo Vini Fantini Faizanè                   | + 6m30s                   |                           |
| 6.                        | Caja Rural-Seguros RGA                       | + 8m05s                   |                           |
| 7.                        | Municipalidad de Pocito                      | + 11m06s                  |                           |
| 8.                        | Dimension Data                               | + 11m41s                  |                           |
| 9.                        | Bora-hansgrohe                               | + 14m11s                  |                           |
| 10.                       | Deceuninck-Quick Step                        | + 14m18s                  |                           |

## Evolução das classificações
| Etapa                 | Vencedor              | Classificação geral | Classificação da montanha | Classificação das metas volantes | Classificação dos jovens |
| --------------------- | --------------------- | ------------------- | ------------------------- | -------------------------------- | ------------------------ |
| 1.ª                   | Fernando Gaviria      | Fernando Gaviria    | Daniel Samora             | Maximiliano Navarrete            | Alejandro Osorio         |
| 2.ª                   | Julian Alaphilippe    | Fernando Gaviria    | Miguel Álvarez            | Maximiliano Navarrete            | Remco Evenepoel          |
| 3.ª                   | Julian Alaphilippe    | Julian Alaphilippe  | Miguel Álvarez            | Maximiliano Navarrete            | Remco Evenepoel          |
| 4.ª                   | Fernando Gaviria      | Julian Alaphilippe  | Daniel Samora             | Maximiliano Navarrete            | Remco Evenepoel          |
| 5.ª                   | Winner Anacona        | Winner Anacona      | Daniel Samora             | Maximiliano Navarrete            | Remco Evenepoel          |
| 6.ª                   | Nicolás Tivani        | Winner Anacona      | Daniel Samora             | Maximiliano Navarrete            | Remco Evenepoel          |
| 7.ª                   | Sam Bennett           | Winner Anacona      | Daniel Samora             | Maximiliano Navarrete            | Remco Evenepoel          |
| Classificações finais | Classificações finais | Winner Anacona      | Daniel Samora             | Maximiliano Navarrete            | Remco Evenepoel          |

## UCI World Ranking
A Volta a San Juan outorgará pontos para o UCI World Ranking para corredores das equipas nas categorias UCI WorldTeam, Profissional Continental e Equipas Continentais. As seguintes tabelas mostram o barómetro de pontuação e os 10 corredores que obtiveram mais pontos:
| Posição             | 1.º | 2.º | 3.º | 4.º | 5.º | 6.º | 7.º | 8.º | 9.º | 10.º | 11.º | 12.º | 13.º-15.º | 16.º-25.º |
| Classificação geral | 125 | 85  | 70  | 60  | 50  | 40  | 35  | 30  | 25  | 20   | 15   | 10   | 5         | 3         |
| Por etapa           | 14  | 5   | 3   |     |     |     |     |     |     |      |      |      |           |           |
| Líder               | 3   |     |     |     |     |     |     |     |     |      |      |      |           |           |

| Classificação |                     |                       |       |       |       |       |
| Posição       | Ciclista            | Equipa                | Geral | Etapa | Líder | Total |
| ------------- | ------------------- | --------------------- | ----- | ----- | ----- | ----- |
| 1.º           | Winner Anacona      | Movistar              | 125   | 14    | 6     | 145   |
| 2.º           | Julian Alaphilippe  | Deceuninck-Quick Step | 85    | 28    | 6     | 119   |
| 3.º           | Óscar Sevilla       | Medellín              | 70    | -     | -     | 70    |
| 4.º           | Valerio Conti       | UAE Emirates          | 60    | 5     | -     | 65    |
| 5.º           | Felix Großschartner | Bora-Hansgrohe        | 50    | -     | -     | 50    |
| 6.º           | Richard Carapaz     | Movistar              | 40    | -     | -     | 40    |
| 7.º           | Nicolás Paredes     | Medellín              | 35    | 5     | -     | 40    |
| 8.º           | Fernando Gaviria    | UAE Emirates          | -     | 28    | 6     | 34    |
| 9.º           | Nairo Quintana      | Movistar              | 30    | -     | -     | 30    |
| 10.º          | Remco Evenepoel     | Deceuninck-Quick Step | 25    | 3     | -     | 28    |